# Green Island Cove-Pines Cove
Green Island Cove-Pines Cove is een designated place (DPL) in de Canadese provincie Newfoundland en Labrador. De censusdivisie bevindt zich aan de Straat van Belle Isle in het uiterste noordwesten van het eiland Newfoundland.

## Geografie
Green Island Cove-Pines Cove bestaat uit twee aan elkaar grenzende dorpen aan de noordwestkust van Great Northern Peninsula, het meest noordelijke gedeelte van Newfoundland. Het betreft Pines Cove en het 1 km noordoostelijker gelegen dorp Green Island Cove.

## Demografie
De DPL werd voor het eerst gebruikt bij de volkstelling van 2006. Green Island Cove-Pines Cove heeft, net als de meeste afgelegen gebieden van Newfoundland, te maken met een proces van ontvolking door vergrijzing en emigratie. Tussen 2006 en 2021 daalde de bevolkingsomvang van 221 naar 172. Dat komt neer op een daling van 49 inwoners (-22,2%) in vijftien jaar tijd.
| Demografische ontwikkeling tussen 2006 en 2021 |
| ---------------------------------------------- |
|                                                |
| Bron: Statistics Canada (2006–2011, 2016–2021) |

Bij de volkstelling van 2021 beschouwde Statistics Canada het gebied als zijnde een locality.